# Оболенский, Василий Борисович
Василий Борисович Оболенский по прозванию Тюфяка — князь, сын боярский, московский дворянин во времена правления Василия III Ивановича и Ивана Грозного. Сын князя Бориса Константиновича Оболенского. Родоначальник князей Тюфякины-Оболенские.

## Биография
Князь Василий Борисович Оболенский имел прозвище Тюфяка (Птруфяка, Птрюфяка, Тпрусака), впоследствии закрепившееся за потомками фамилией.
Сын боярский, на свадьбе великого князя Василия III Ивановича с княгиней Еленой Васильевной Глинской, находился при князе Иване Немом, для посылок (28 января 1526).  В Тысячной книге и Дворовой тетради числился тысячником по Дмитрову в 3 статье (1550). Пожалован московским дворянином (1550). Подписался на поручной записи в 100 рублях по князю Ивану Дмитриевичу Бельскому (20 марта 1562). Сослан с сыновьями Василием и Михаилом в Свияжский уезд (1565). Имел вместе с сыновьями поместье Нороваш под Свияжском (1565-1567).
Жена Анна в инокинях Анастасия († после 1584). От брака имели трёх сыновей: Михаила, Василия и Фёдора Васильевичей.